# Martianus Capella
Pour les articles homonymes, voir Marcien (homonymie) et Capella.
Œuvres principales
Noces de Philologie et de Mercure
Martianus Minneus Felix Capella (360? - 428?) a vécu à Carthage. Il est l'auteur d'un long poème allégorique, les Noces de Philologie et de Mercure (en latin, De nuptiis Philologiae et Mercurii), datant probablement du début du Ve siècle. Cette encyclopédie en neuf livres, conçue comme un parcours initiatique de l'étudiant, a servi de manuel et de référence durant un millénaire.

## Données biographiques

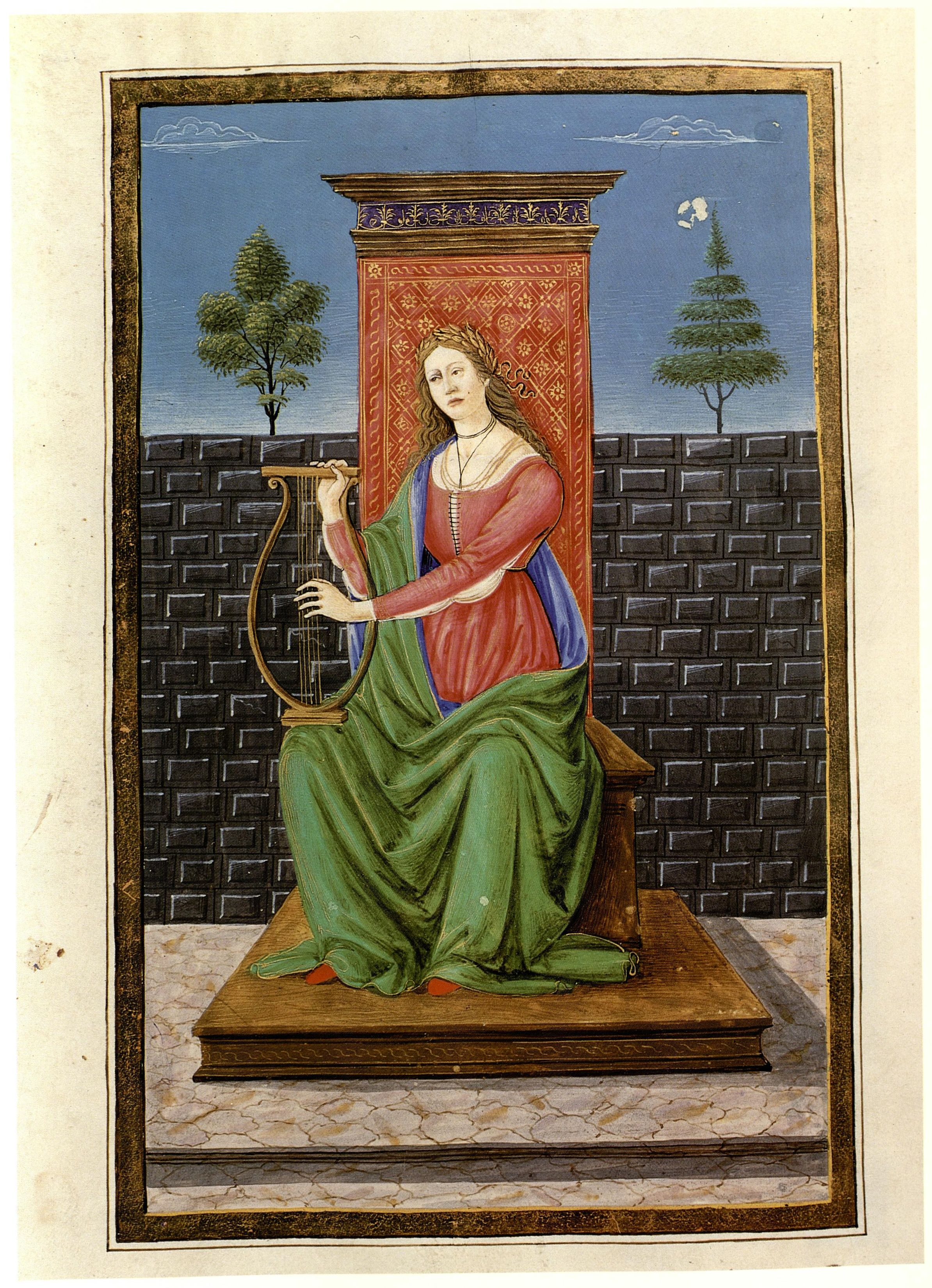
Musica, la personnification de la Musique. Miniature dans un manuscrit de Martianus Capella.

La vie de Martianus Capella n'est connue que par quelques allusions tirées de son œuvre, les Noces de Philologie et de Mercure, mais celles-ci sont rédigées dans un style si obscur et les manuscrits sont tellement corrompus que les interprétations en sont incertaines. Il dit de son livre que c'est une senilem fabulam, soit un récit rédigé dans sa vieillesse, et le dédie à son fils Martianus. Il se désigne sous le nom de Felix ou Felix Capella. Selon divers manuscrits, son nom complet serait Martianus Minneius Felix Capella. Fulgence et Cassiodore l'appellent Felix Capella, tandis que Grégoire de Tours le nomme « notre Martianus », nom que lui donneront aussi Jean Scot Érigène et Rémy d'Auxerre.
Probablement né à Carthage, il y a certainement été éduqué et y a passé la plus grande partie de sa vie ainsi que l'atteste l'adjectif Afer Carthaginensis (« Africain de Carthage ») qui suit le nom de l'auteur dans la plupart des titres et des souscriptions des manuscrits. Cette origine est confirmée par le texte lui-même : dans les derniers vers de l'œuvre, qui servent en quelque sorte de signature, Martianus met en scène la divinité allégorique Satura, qui représente le genre littéraire de la Satire Ménippée et censée lui avoir inspiré tout ce récit ; Satura dresse alors une sorte de portrait de Martianus, dans lequel elle déclare : « toi que vit grandir l'heureuse cité d'Elissa ». Or, Elissa est le nom phénicien de Didon, mythique reine de Carthage.
Les chercheurs sont divisés sur les dates où il a vécu. L'interprétation de deux indices textuels semble permettre de donner un intervalle assez précis pour la datation du livre. Le livre VI évoque la grandeur passée de Rome (« Rome elle-même, capitale du monde, lorsqu'elle tenait sa force de ses armes, de ses héros et de ses rites, méritait d'être élevée aux cieux par des louanges », 6,637), et la prospérité présente de Carthage (« Carthage, réputée jadis pour sa puissance militaire, et à présent célèbre pour sa prospérité » -felicitas, 6,669): ces deux aspects ont conduit les spécialistes contemporains à estimer que le livre a été rédigé entre 410 (prise de Rome par Alaric Ier) et 439 (invasion de Carthage par les Vandales). Il est exclu que l'ouvrage ait été rédigé après 439[réf. incomplète]. Une preuve supplémentaire est une souscription, présente dans plusieurs manuscrits, qui indique que le texte a été révisé par Securus Melior Felix (dont on connaît par ailleurs l'activité philologique) en 534.
La profession de l'auteur est également incertaine. L'hypothèse qui consiste à faire de Martianus un proconsul de Carthage (à partir d'un vers au texte peu sûr) ne semble pas devoir être retenue. En revanche, dans le portrait plein d'ironie que dresse Satura, Martianus se plaît à se présenter comme un avocat sans grand succès, qui « déverse dans les procès ses aboiements de chien », qui ne tire aucun profit de ses plaintes contre ses voisins (des gardiens de bœufs), et qui « sous l'effet de la fatigue, peine à garder les yeux ouverts » (§ 577). À l'appui de cette hypothèse, Stahl invoque le fait que l'auteur utilise à l'occasion un vocabulaire technique quasi juridique.

## Contexte philosophique et religieux

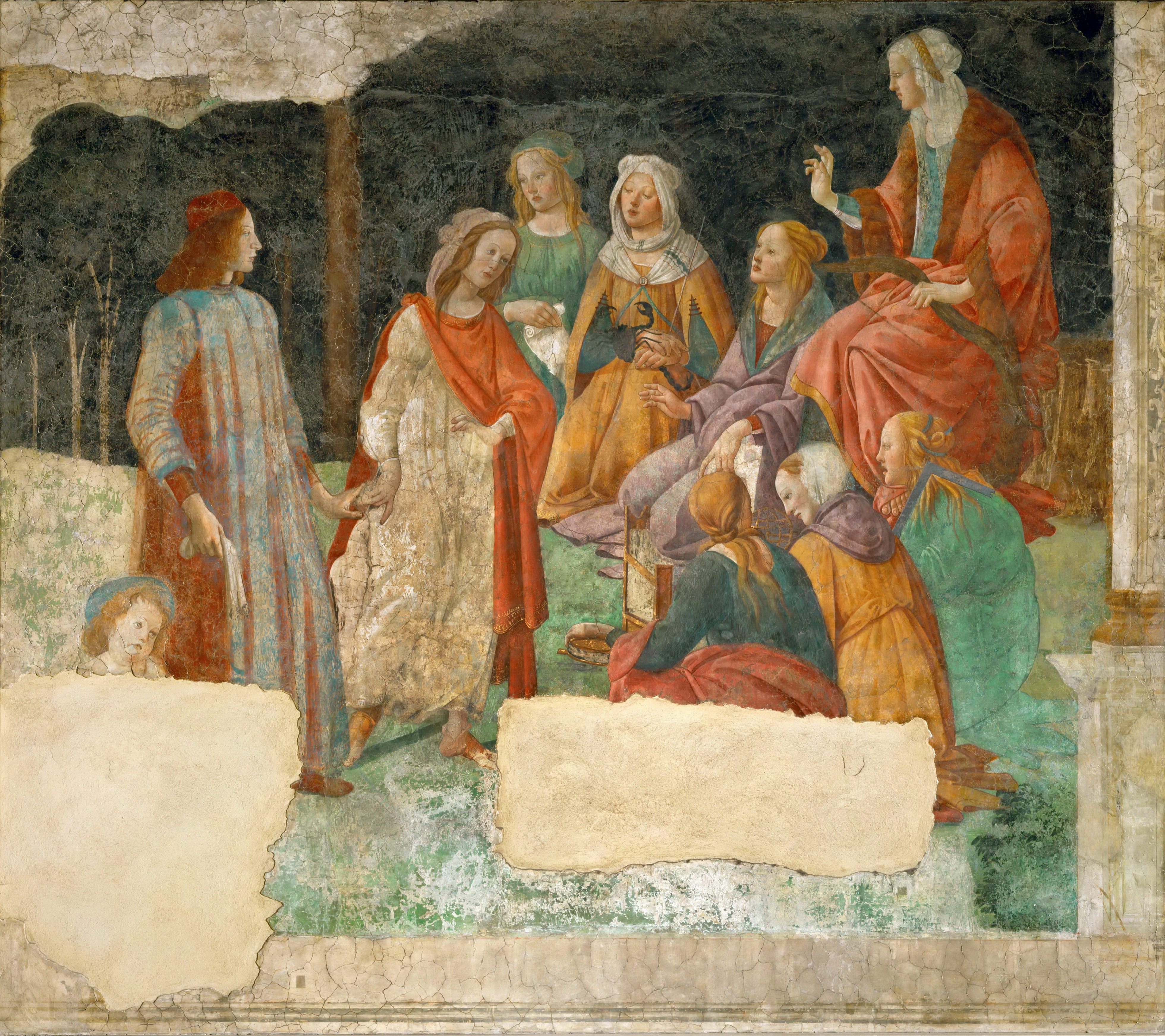
Vénus présente un jeune homme aux sept arts libéraux, fresque de Sandro Botticelli (1445-1510).

Outre la question des dates, la question de la religion de Martianus a fait couler beaucoup d'encre. Certains se sont appuyés sur une mention de Martianus par Grégoire de Tours (qui le cite comme Martianus noster) pour affirmer que Martianus était chrétien. Toutefois, on peut repérer dans l'ensemble du texte de Martianus tout un réseau de détails permettant de faire de Martianus un représentant de ce que Pierre de Labriolle a appelé, dans un ouvrage désormais classique, la « réaction païenne ». De fait, Martianus semble très influencé par un néoplatonisme marqué par une tendance au mysticisme et aux pratiques théurgiques et magiques (dans la lignée de ce que l'on trouve par exemple chez Jamblique), et l'ascension de Philologie de la Terre à la Voie lactée, présentée dans le livre II, semble reproduire les étapes d'une initiation aux mystères. L'intérêt porté par Martianus à l'etrusca disciplina confirme par ailleurs cette hypothèse (le recours à l'antique religion étrusque constituait en effet, dans l'antiquité tardive, un moyen de résister contre le triomphe du christianisme). On peut donc voir en Martianus un adepte du mysticisme, et d'une forme d'« hermétisme platonisant » intimement lié à la « réaction païenne » du Ve siècle. [réf. nécessaire]
Stahl reconnaît que Martianus utilise parfois une terminologie néoplatonicienne, mais il ne croit pas qu'on puisse en conclure que l'auteur était un adepte de cette doctrine, car celle-ci était la seule philosophie païenne en vigueur dans le dernier siècle de l'Empire romain et il lui semble impossible qu'un compilateur travaillant sur les sujets couverts par ce livre aurait pu éviter totalement le vocabulaire néoplatonicien.

## LesNoces de Philologie et de Mercure
Cette œuvre se caractérise par son étrangeté : Martianus Capella cherche en effet, dans les neuf livres du De Nuptiis, à présenter une somme de connaissances aussi bien littéraires que scientifiques, à travers une sorte de récit mythologique, tout en mêlant des développements en prose et des passages poétiques. C'est donc un livre qui exige un sérieux effort de la part du lecteur et certains pourraient « s'étonner qu'un livre aussi ennuyeux et difficile ait pu être un des ouvrages les plus populaires en Europe occidentale durant près d'un millénaire. » Ce livre a en effet été l'encyclopédie la plus utilisée durant le Moyen Âge : « il était alors en compétition avec Boèce, Cassiodore et Isidore de Séville, mais il avait l'avantage particulier d'offrir un traitement complet et bien équilibré de tous les arts libéraux, dans le cadre d'un livre de dimension raisonnable. »
Les figures allégoriques des sept demoiselles d'honneur présentes dans cet ouvrage ont fortement influencé les figures allégoriques de l'art médiéval.

### Structure d'ensemble

#### Livre I - Introduction
Mercure, dieu des sciences, a décidé de se marier. Il a d'abord pensé à prendre pour femme la nymphe Sophia, puis Manticé, puis Psyché, toutes écartées pour diverses raisons ; finalement, Apollon lui propose Philologie, qui est une mortelle, mais qui passe ses veilles à étudier et dont la curiosité est inlassable. Jupiter accepte cette union, à condition que Philologie reçoive tout d'abord l'apothéose, afin d'être élevée au niveau des dieux.

#### Livre II - Les Noces

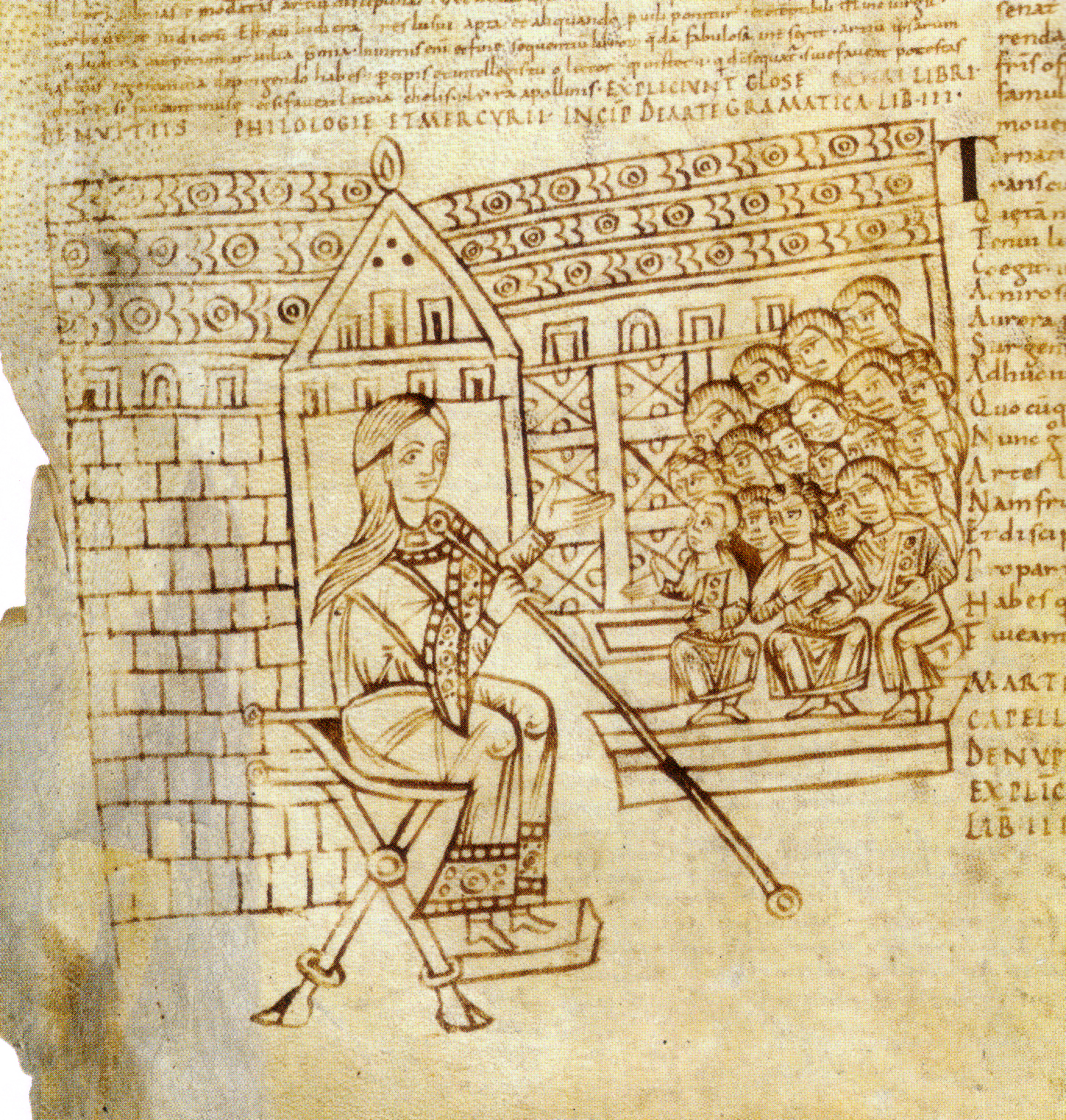
Allégorie de la Grammaire et son amphithéâtre d'élèves dans un manuscrit du Xe siècle.

Le livre II est donc la mise en scène de cette apothéose de Philologie, qui prépare son départ de la Terre et son ascension vers la Voie lactée où l'attend l'assemblée des dieux. Philologie commence toutefois par se demander si le mariage qu'on lui propose sera propice. Pour cela, elle procède à une opération compliquée, basée sur la numérologie : elle calcule les nombres que représente son nom (total=724) et celui de Mercure, mais sous le nom que lui a donné Jupiter, soit Thoth (total=1218), divise ensuite ces nombres par 9 et obtient un reste de 4 pour elle et de 3 pour Thot. Or ces deux chiffres sont parmi les plus révérés dans la tradition pythagoricienne et présagent l'harmonie.
Pour être plus légère, Philologie commence par vomir les livres qui encombrent sa poitrine (le poids de la science…), puis elle boit un breuvage composé par Apotheosis, et monte enfin dans la litière qui doit la conduire à travers les sept sphères célestes (qui forment une gamme musicale, selon la théorie d'origine pythagoricienne, mais largement reprise dans les milieux néoplatoniciens, de l'harmonie des sphères) jusqu'à l'assemblée des dieux. Une fois que Philologie est arrivée auprès des dieux, Mercure lui offre sept jeunes filles comme demoiselles d'honneur, représentant chacune une discipline, et qui vont exposer tour à tour dans les sept livres suivants les fondements de leur discipline respective. Avec le livre II se termine donc la partie « récit » (« Nunc ergo mythos terminatur », déclare Martianus en 2, 220), et chacun des livres suivants présentera un contenu scientifique exposé par l'une des sept jeunes filles offertes par Mercure à Philologie. Ces sept livres ont une structure assez semblable : tout d'abord une présentation de la jeune fille-allégorie en une quarantaine de vers, suivie par un développement technique en prose de vingt à trente pages de texte serré sur la matière du livre.

#### Livre III - Grammaire
Dans le livre III, Grammaire — dont le nom grec est Γραμματική et son ancien nom latin Litteratura — apparaît sous les traits d'une femme assez vieille, mais qui possède encore du charme. Originaire d'Égypte, elle est passée en Grèce puis à Rome. Elle porte une boîte contenant une plume et un encrier, instruments qui lui sont nécessaires pour enseigner la grammaire aux enfants, car celle-ci passe par l'écrit. Elle commence par enseigner les lettres, en indiquant les combinaisons possibles de voyelles et de consonnes et les façons de les prononcer, puis expose les différentes sortes de syllabes. Elle passe ensuite au genre des mots et aux accords, puis aux verbes et aux adverbes. En terminant, elle signale une longue liste d'exceptions, montrant que la formation des mots ne suit pas des règles absolument régulières et qu'il faut respecter l'usage. Le livre se termine en signalant que l'assemblée des dieux s'est copieusement ennuyée durant cet exposé et en invitant Grammaire à ne pas s'étendre sur les solécismes, barbarismes et autres fautes de langage.

#### Livre IV - Dialectique

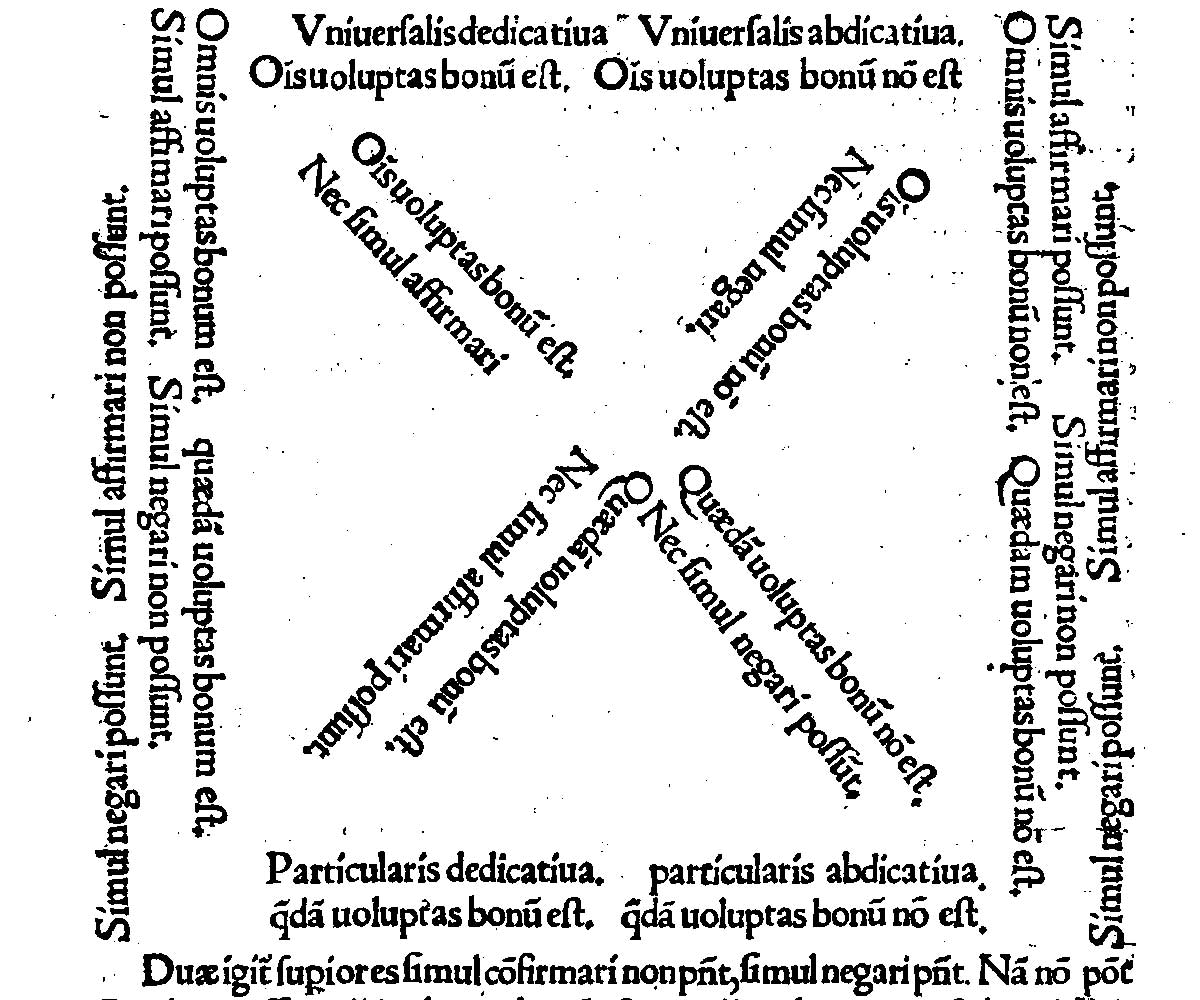
Carré dialectique tiré du De Nuptiis Mercuri et Philologiae, 1532.

Le livre IV donne le récit de l'intervention de Dialectique au cours de la cérémonie de mariage. Son apparence physique — regard acéré, coiffure particulièrement élaborée, aspect austère — exprime la rigueur et l'aridité de la discipline. Elle porte dans la main droite une tablette de cire pleine de formules multicolores et dissimule sous son manteau un serpent, au moyen duquel elle happe celui qui entre en discussion avec elle. Cette figure illustre la méthode dialectique : si, par mégarde, on a accepté les prémisses proposées, on est conduit inexorablement à une conclusion souvent paradoxale et contraire à celle que l'on avait imaginée au départ. C'est là une vision très ancienne de la dialectique, telle qu'elle est souvent exprimée par Platon quand, comme dans le Gorgias ou l'Euthydème, il retrace les démêlés de Socrate avec des sophistes qui usent de divers subterfuges, souvent fondés sur la polysémie des mots, pour se jouer de leurs interlocuteurs.
Le récit de l'intervention de Dialectique enchâsse l'exposition tout à fait classique de la logique antique, principalement puisée chez Aristote et ses continuateurs, et qui ne comporte alors aucun des traits péjoratifs attribués dans le récit. Seront donc présentées les "voix" enseignées par Porphyre, soit le genre, l'espèce, la différence, le propre et l'accident, les catégories d'Aristote, les termes de la proposition, c'est-à-dire le sujet et le prédicat, les propositions quantifiées organisées en un carré dialectique (image ci-contre), enfin l'union des propositions en syllogismes catégoriques aussi bien qu'hypothétiques. Lorsque l'exposé en vient aux sophismes, c'est-à-dire aux erreurs du raisonnement, le récit reprend : les invités, fatigués par l'aridité de son intervention, s'en rapportant de nouveau à la mauvaise réputation de Dialectique, l'accusent d'être une manipulatrice et lui coupent la parole.
Le chapitre IV est donc dénué d'unité, présentant à la fois la dialectique comme une mystification et comme une science du raisonnement. Cette constatation n'apporte qu'une preuve supplémentaire de ce que l'œuvre entière est une compilation de sources parfois contradictoires.

#### Livre V - Rhétorique

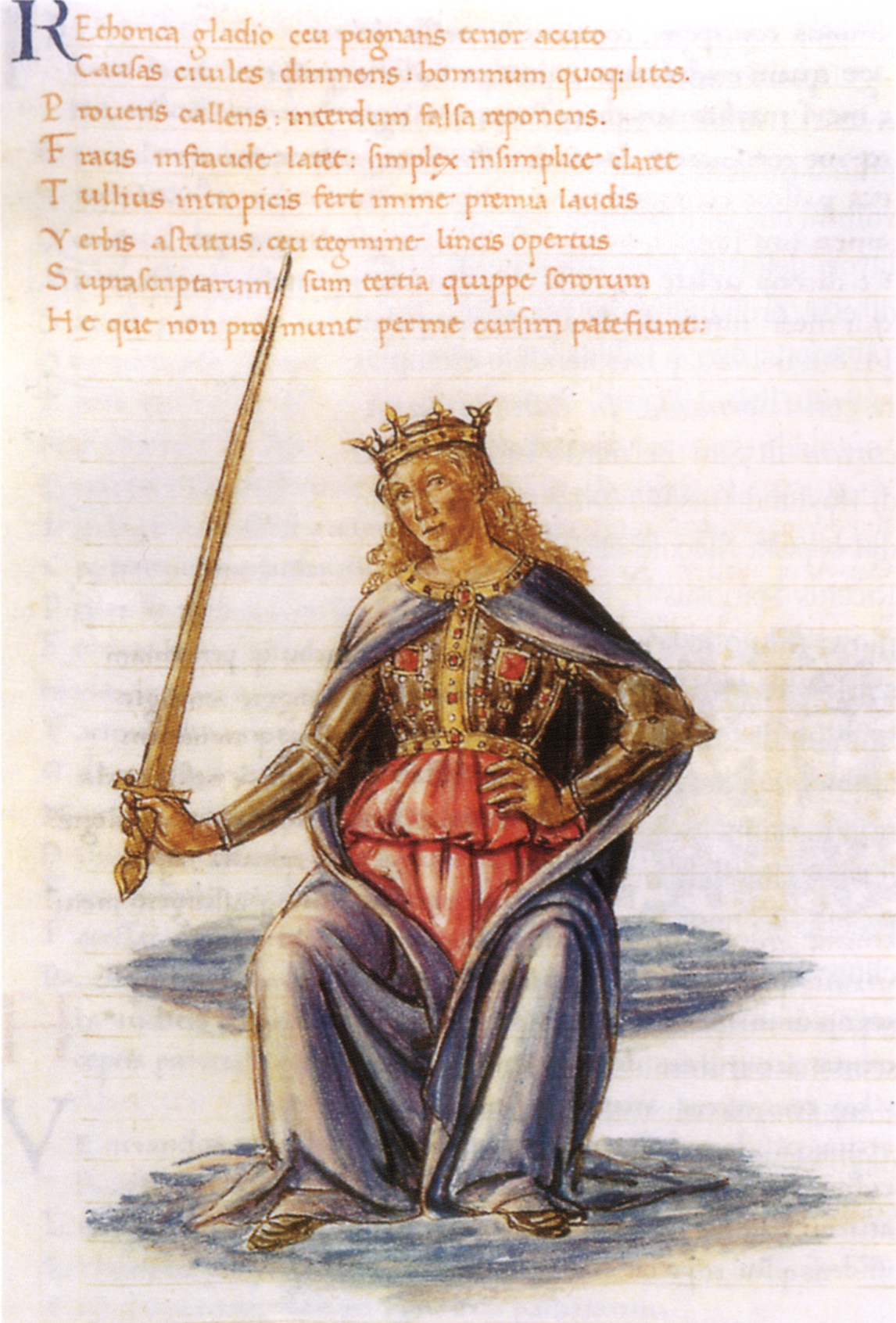
Allégorie de la Rhétorique dans un manuscrit du XVe siècle.

La Rhétorique fait une entrée solennelle au livre V, au son des trompettes. De grande taille, elle a un port royal et est d'une beauté extraordinaire. Sa ceinture est ornée de bijoux, évoquant les fleurs de rhétorique. On dit d'elle qu'elle a la capacité d'émouvoir les assemblées et de mener les auditeurs où elle veut, tant au Sénat que dans les cours de justice. Elle est entourée des plus grands orateurs qui aient vécu, Démosthène et Cicéron. Elle expose les cinq aspects principaux de son art : la recherche des arguments, l'organisation des éléments, le choix des mots ou l'élocution, la mémorisation et la façon de délivrer le discours en adaptant la voix et les gestes en fonction de l'effet à produire. Chacun de ces points est ensuite étudié en détail, avec force exemples illustrant les divers types d'arguments et les multiples façons de susciter l'émotion du public. Après avoir mentionné une variété d'erreurs inconscientes à éviter, tels hiatus, assonances, virelangues, etc., l'allégorie Rhétorique développe les figures de pensée et les figures de style. Avec les deux livres qui précèdent, ce livre sur la rhétorique constitue le trivium, qui sera un des deux piliers du système éducatif durant tout le Moyen Âge.

#### Livre VI - Géométrie
Les livres VI, VII, VIII et IX sont consacrés au quadrivium, l'autre pilier du système éducatif et qui aura une postérité très importante au Moyen Âge. Il est significatif que Martianus Capella désigne ces quatre sciences comme des « arts grecs » et qu'il s'excuse de le faire en latin. Les Romains étaient en effet surtout intéressés aux aspects pratiques et ne manifestaient que peu d'intérêt pour les sciences pures, que beaucoup ne comprenaient guère.
Le livre VI, dans lequel apparaît Géométrie, qui entre avec dans les mains un globe céleste, est en fait presque entièrement consacré à la géographie. Au lieu de traiter des assises théoriques de la géométrie, il s'attache à des données géographiques puisées chez Pline l'Ancien et Solin, décrivant les cinq zones climatiques, les dimensions de la Terre en longitude et latitude, sa sphéricité, les montagnes, les fleuves et les pays connus à l'époque.

#### Livre VII - Arithmétique
Arithmétique fait son apparition dans le livre VII. Ses doigts effectuent des calculs à une vitesse foudroyante. Selon les principes de la numérologie, elle salue Jupiter au moyen du chiffre que totalisent les lettres de son nom en grec (Ζεύς = 612) et enchaîne sur le sujet de l'arithmologie, ou étude des propriétés magiques des nombres. Dans la numération grecque, les chiffres étaient en effet représentés par les lettres de l'alphabet de sorte qu'il était facile de convertir un mot en sa valeur numérique totale et de trouver des coïncidences mystérieuses, tel le mot désignant le Nil qui correspond au nombre de jours dans une année (Νεiλος = 365).
Elle passe ensuite à l'arithmétique en tant que telle, en présentant les Éléments d'Euclide. Cette section est l'une des plus développées de l'ouvrage, signe de l'importance de cette discipline. L'auteur, toutefois, s'intéresse surtout aux aspects pratiques et ne s'embarrasse pas des théories que l'on trouve chez Euclide ou Nicomaque de Gérase. L'exposé définit les nombres pairs et impairs, premiers, et discute des nombres en relation avec des surfaces et des solides.

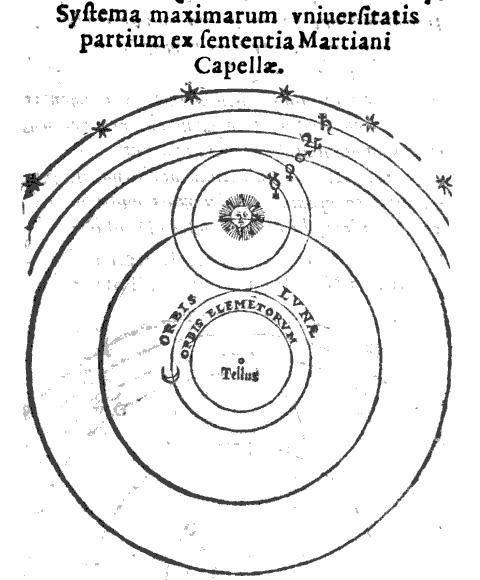
Représentation par V. Naboth (1573) du modèle astronomique géo-héliocentrique d'Héraclide transmis par Martianus Capella

#### Livre VIII - Astronomie
Astronomie commence par rappeler son origine en Égypte. Elle rend hommage aux livres d'astronomie d'Ératosthène, Ptolémée et Hipparque, mais il s'agit en fait d'une tromperie, car les ouvrages en question n'étaient pas disponibles en latin et ne sont connus que par ouï-dire. Ainsi, on connaissait la circonférence de la Terre telle que calculée par Ératosthène (252 000 stades), mais non la méthode que ce dernier avait suivie pour arriver à ce chiffre.
Malgré cela, ce traité d'astronomie est considéré comme le meilleur de l'ouvrage. Il est aussi le traité le plus complet sur la question avant la renaissance arabo-grecque du XIIe siècle. Ce sera aussi le plus populaire durant tout le Moyen Âge. De toutes les sciences pratiquées en Grèce antique, l'astronomie était la plus développée. Selon l'historien des sciences Derek J. de Solla Price, le développement, à une période aussi ancienne, d'une théorie mathématique des planètes aussi raffinée n'a pas d'équivalent dans les autres cultures.
Martianus expose la conception géo-héliocentrique d’Héraclide du Pont en vertu de laquelle Vénus et Mercure tournent autour du Soleil (voir illustration ci-joint), tandis que la Terre est stationnaire ; Copernic fera référence à ce passage du De Nuptiis dans son De revolutionibus orbium coelestium (I.10). Martianus présente également la théorie opposée du géocentrisme, qui est soutenue par Ptolémée, sans marquer de préférence entre les deux. Il explique les différences climatiques à la surface de la Terre et les variations d'ensoleillement, tout en établissant des rapports avec les orbites des planètes et donnant la cause des éclipses.

#### Livre IX - Harmonie
Harmonie présente l'art de la musique, et ses pouvoirs quasiment mystiques. Elle distingue entre les notes et les sons, présente le système des quinze tons aristoxéniens et explique les composantes du rythme.

### Aspects littéraires

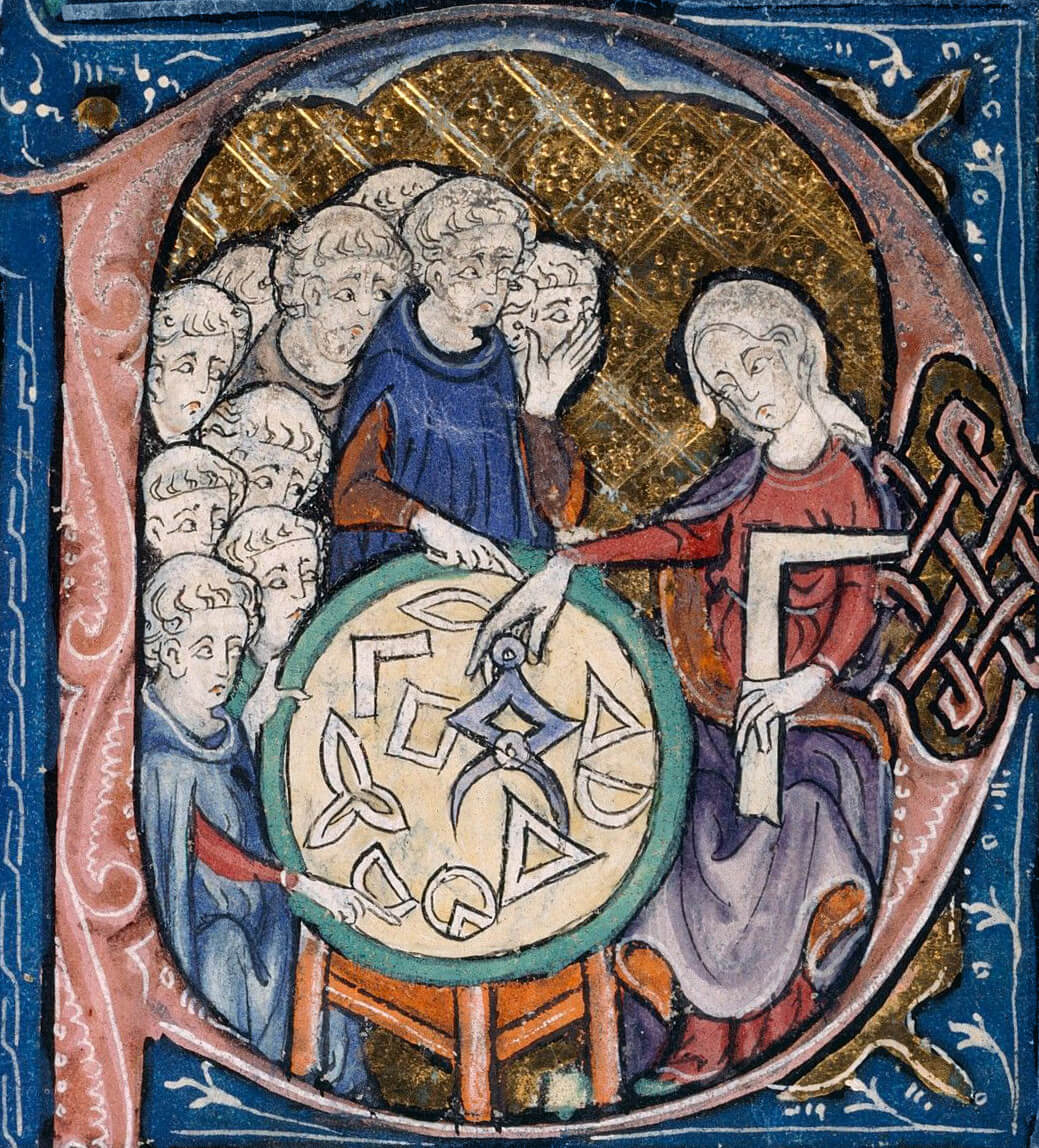
Allégorie de la Géométrie dans un manuscrit français de 1309.

À la lecture du De Nuptiis, on éprouve de prime abord une impression d'étrangeté, tant le style de Martianus Capella semble marqué par une recherche de l’hapax et de la uariatio. Cette « prose fleurie », souvent inspirée d'Apulée, et en particulier de l’Âne d'or, comme l'ont fait remarquer plusieurs commentateurs, est entrecoupée de passages versifiés, dans lesquels l'auteur utilise au total quinze mètres différents, avec une grande maîtrise (contrairement à ce que laisseraient entendre certains lieux communs sur cette époque parfois qualifiée de « décadence »). Dans l'ensemble, son style est jugé très sévèrement : « pour compenser son incapacité à décrire et expliquer, il a recours à un style grandiloquent, à l'abstraction et à l'obscurité. »
On peut approfondir ces considérations quelque peu superficielles en comprenant les préoccupations littéraires qui constituent le fil directeur des Noces : Martianus Capella se situe en effet exactement dans le genre littéraire de la Satire Ménippée, qui se caractérise par le mélange — la satura latine désigne à l'origine une sorte de salade faite de raisins secs, de polente et de pignons — : mélange de prose et de poésie, de sérieux et de grotesque, que l'on peut résumer par le concept grec de σπουδογέλοιον  / spoudogéloion (le sérieux sous le rire). Ce n'est d'ailleurs pas un hasard si l'inspiratrice de tout le récit est censée être la divinité allégorique Satura, sorte de divinisation de ce genre littéraire. Martianus a des échanges assez vifs avec cette divinité à certains moments du récit (Satura se moque par exemple du « nom de bête » de Martianus, puisque Capella signifie proprement « la petite chèvre »). On pourra donc ranger Martianus dans la lignée des grands auteurs antiques de satires, à la suite de Varron (auteur précisément de Satires Ménippées, dont nous ne conservons que d'infimes fragments), Sénèque (Apocoloquintose), Lucien de Samosate (Icaroménippe), Pétrone (Satyricon), ou encore Apulée (L'Âne d'or).

## Influence de cet ouvrage

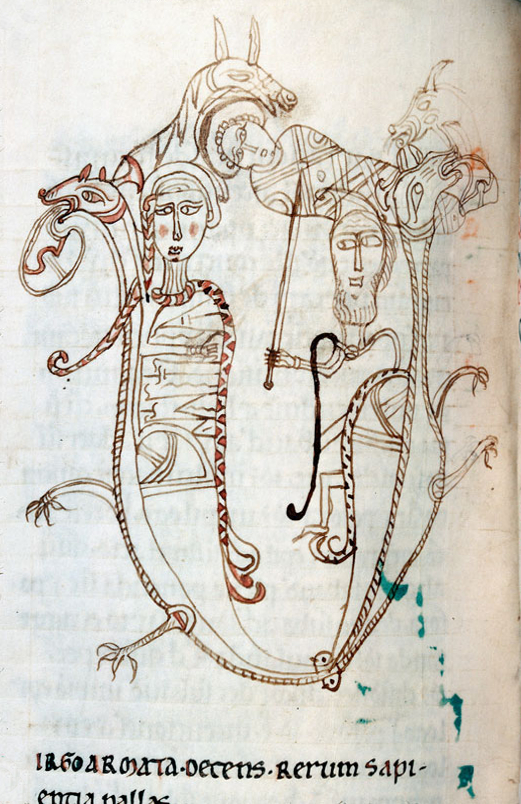
De Nuptiis Philologiae et Mercurii Vers 1100-1200 (ms Alençon)

Dans les deux premiers siècles qui ont suivi sa parution, cet ouvrage a servi de manuel en Afrique du nord, en Italie, dans la Gaule et en Espagne, mais on y trouve assez peu de références chez les auteurs de cette époque, sans doute en raison du fait que cet ouvrage est beaucoup moins technique que ceux de Boèce, Priscien, Calcidius et Donat. Il est toutefois cité par des auteurs de l'Antiquité tardive tels Fulgence et Grégoire de Tours. En 534, le texte est recensé et corrigé par Securus Melior Felix.
C'est surtout à partir du milieu du IXe siècle, que l'ouvrage devient célèbre et abondamment copié dans les centres carolingiens. Il acquiert une diffusion très importante en raison de son utilisation comme manuel et il est abondamment commenté notamment par Jean Scot Érigène, Martin de Laon et Remi d'Auxerre. L'ouvrage est traduit en vieux haut allemand par Notker Labeo, du monastère de Saint-Gall).
Dans le domaine littéraire, on trouve des allusions à cet ouvrage dans l'Heptateuchon de Thierry de Chartres et dans le Metalogicon de Jean de Salisbury. Le voyage à travers les sphères célestes a inspiré Dante.
Dans le domaine pictural, les figures allégoriques des sept arts libéraux ont inspiré les artistes pendant tout le Moyen Âge et la Renaissance, dont notamment les Tarots de Mantegna.
Les encyclopédies lui ont beaucoup emprunté. Ainsi, l'encyclopédiste espagnol Alfonso de la Torre base sa Vision délectable et résumé de toutes les sciences (1435) sur Martianus, auquel il emprunte sa structure ainsi que son approche allégorique.
Malgré cette influence de premier ordre sur le Moyen Âge (en particulier sur le Haut Moyen Âge, avant le retour des grands textes philosophiques et techniques de l'Antiquité par le biais de l'empire Byzantin et de la culture arabe), Martianus est de nos jours méconnu : on gagnerait à le redécouvrir, à côté d'auteurs comme Macrobe et Boèce, pour mieux comprendre la transmission de la science, de la philosophie et des formes littéraires en général de l'Antiquité au Moyen Âge occidental.
Jean-Jacques Rousseau cite une de ses phrases (ut psallendi materiem discerent) en épigraphe de l'édition originale (1768)  de son Dictionnaire de musique .
Le cratère lunaire Capella est nommé en son honneur.